# Балакин, Олег Александрович
Олег Александрович Балакин (7 сентября 1938, Саратов — 16 октября 1981, Балаково, Саратовская область) — советский актёр театра и кино, Заслуженный артист РСФСР 1975.

## Биография
Олег Балакин родился 7 сентября 1938 года в Саратове.
Окончил студию при Саратовском театре юного зрителя (1964, мастерская Юрия Киселёва). С 1964 года — актёр Саратовского ТЮЗа.
Покончил с собой 15 октября 1981 года в Балаково (Саратовская область). Похоронен вместе с отцом на Увекском кладбище Саратова.

## Творчество

### Роли в театре
- «Не стреляйте в белых лебедей» Б. Васильева — Егор Полушкин[2]
- «На дне» М. Горького — Лука
- «С вечера до полудня» В. Розова — Жарков
- «Мальчики» по Ф. М. Достоевскому В. Розова — Снегирёв
- «Недоросль» Фонвизина — Стародум
- «Гнездо глухаря» В. Розова — Судаков
- «Золотой ключик» А. Н. Толстого — кот Базилио
- «Конёк-Горбунок» П. Ершова — царь
- «Аленький цветочек» С. Т. Аксакова — Антон-работник

### Фильмография
- 1973 — Ищу человека — Николай Михайлов
- 1973 — Анискин и Фантомас — Василий Опанасенко, геолог, отец Петьки
- 1974 — Закрытие сезона — мотогонщик Александр Тимофеевич Беломоров
- 1975 — Когда наступает сентябрь — папа первоклашки (нет в титрах)
- 1978 — Конец императора тайги — Егор Матвеевич Остапенко

### Озвучивание
- 1979 — Сказки-невелички — читает текст
- 1978 — Жила-была пчёлка — от автора
- 1977 — Боевой кузнечик
- 1974 — Пики-желторотик — медведь
- 1973 — Всё кувырком — все роли